# Craterestra postlineata
Craterestra postlineata là một loài bướm đêm trong họ Noctuidae.